# ヴェンジェンス (2017年の映画)
『ヴェンジェンス』（原題: Vengeance: A Love Story）は、2017年のアメリカ合衆国のスリラー映画。ジョイス・キャロル・オーツの小説『Rape: A Love Story』を原作にしている。出演はニコラス・ケイジ、アンナ・ハッチソン、タリタ・ベイトマン、デボラ・カーラ・アンガー、ドン・ジョンソン。
原題の Vengeance は「報復」「復讐」の意味。

## ストーリー
勤続20年の刑事ジョン・ドロモアがバーで飲んでいると、夫を亡くしたシングルマザーのティーナことマルティナ・マグワイアと出会う。自身も妻を亡くしていたジョンは彼女と親しくなる。
独立記念日の夜、友人宅で開かれたパーティーを娘ベシーと共に楽しんだティーナは、自宅へ帰る途中にマーヴィンたち4人のチンピラにボートハウスへと連れ込まれレイプされてしまう。被害を免れたベシーは近くを偶然通りかかったジョンに発見され、重傷を負ったティーナは病院へと搬送されていく。4人のチンピラはその日の内に逮捕されたものの、（チンピラのひとり）マーヴィンの親が雇った敏腕弁護士・カークパトリックによって数日後には保釈されてしまう。退院したティーナはPTSDに苦しみながらも審問に臨むが、狡猾な弁護士の弁舌や心ない裁判長の対応によって症状が悪化する。ジョンはナイアガラの滝で投身自殺しようとするティーナを思いとどまらせると彼女を家へと送り届け、ベシーに自身の連絡先を渡す。
マグワイア家への嫌がらせを行うチンピラの1人ジミーは、バーでティーナの恋人ケイシーと軽いトラブルを起こすが、マスターに止められて店から去っていく。その後、店の外で帰ろうとするケイシーを背後から襲撃するジミーだが、そこに彼をマークしていたジョンが現れる。ジョンは躊躇せずジミーを射殺すると自ら通報し、2人の正体に気付かなかったと嘘の報告をする。一方、裁判長と通じている弁護士は裁判の準備で有利に立ち回り、検事に取引をもちかけて軽い刑で済ませようとしていたが、マーヴィンたちは無罪に拘っていた。
ジョンは調査員と偽ってマーヴィンとその弟をナイアガラの滝に呼び出すと、2人を射殺して遺体を滝に落とす。2人が姿を消したことは「カナダへ逃亡したのか」というニュースとなり、マグワイア家にも明るさが戻ってきた。しかし、チンピラの最後の1人フリッツが密かにベシーに接触し、嘘の証言をするように彼女を脅してくる。ティーナの秘密を知っているという電話でフリッツをモーテルに誘い出したジョンは、自殺に見えるよう遺書を書かせた上で彼を射殺する。
後日、カークパトリック弁護士がジョンの前に現れて警官による報復は違法であると非難するが、ジョンは怯まず「真実は闇の中だ」と返す。弁護士が大型バイクに跨って去って行くと、ジョンはベシーとティーナの姿を見つけ、明日、カリフォルニアへ引っ越すというベシーと金網越しに別れの挨拶を済ませる。

## キャスト
※括弧内は日本語吹替
- ジョン・ドロモア[2] - ニコラス・ケイジ[3]（大塚明夫）
- ティーナ（マルティナ・マグワイア）[4] - アンナ・ハッチソン[3]（阿部彬名）
- ベシー・マグワイア[5] - タリタ・ベイトマン（英語版）[3]（塙愛美）
- アグネス・マグワイア[5] - デボラ・カーラ・アンガー[3]（庄司まり）
- ジェイ・カークパトリック[注釈 1][5] - ドン・ジョンソン[3]（落合弘治）
- マーヴィン（暴行犯） - ジョシュア・マイケル
- ロイド（その弟） - ロッコ・ニュージェント
- ジミー（暴行犯） - ジョー・オクターベック
- フリッツ（暴行犯） - カーター・バーチ

## 評価
レビュー・アグリゲーターのRotten Tomatoesでは4件のレビューで支持率は算出されていない。Metacriticでは1件のレビューで、スコアは算出されていない。